# Александър Бушков
Александър Бушков е много плодовит руски писател на произведения в жанровете трилър, криминален роман, научна фантастика, фентъзи, исторически роман и публицистика.

## Биография и творчество
Александър Александрович Бушков е роден на 5 април 1956 г. в Минусинск, Красноярски край, РСФСР, СССР. Има литовски корени. През 1972 г. семейството му се премества в Абакан, Хакасия. След завършване на средното си образование отказва да учи повече.
Работи на временни места като пощальон, товарач, застрахователен агент, работник в геофизична експедиция, театрален работник. От малък чете много и се самообразова. Започва да пише на двадесетгодишна възраст.
Първият му разказ „Варяги без приглашения“ е публикуван през 1981 г. в списание „Литературная учеба“. След публикация постъпва на работа във вестника на Хакаския областен комитет на партията, от който се прехвърля да ръководи литературната част на театъра в Абакан.
През 1985 г. се премества в Красноярск. През 1986 г. е публикуван първият му сборник с разкази „Стоять в огне“. От 1987 г. се посвещава предимно на литературната си кариера и участва в организирането на първите независими издателства в Красноярск. В периода 1989 – 1991 г. прави няколко превода на фантастични произведения на полски и чехословашки автори. Действа и като съветник по културата при губернатора на Красноярската територия Александър Лебед.
Първият му роман „Бясната“ от едноименната криминална поредица е издаден през 1995 г.
Става известен с поредицата си „Сварог“, на която първите романи, „Рицар от нищото“ и „Летящи острови“ са издадени през 1996 г. В следващите романи поредицата за десантния офицер Станислав Сварог продължава във фантастичен чужд свят. Попадайки в него с помощта на шаман, той спасява прекрасни принцеси и отваря нови континенти, решава древни загадки, връща откраднати съкровища и изпълнява множество други благородни подвизи.
Много популярни стават и криминалните му приключенски романи от поредицата „Пираня“, действието на което се осъществява в измисления град Шантарск, чийто прототип е Красноярск.
През 1997 г. с публикуването на книгата „Русия, която не е“ започва поредица от публицистични произведения, в които критикува традиционните идеи за историята, еволюционната теория, както и виждането за съвременните събития.
От 2006 г. започва екранизирането на произведенията на писателя.
Бушков пише средно по 4 книги на година в разни жанрове. Стилът му се характеризира като динамичен, героите му са войнствени и понякога жестоки. Произведенията му са издадени в над 17 милиона екземпляра.
Александър Бушков живее със семейството си във вила край Красноярск.

## Произведения

### Самостоятелни романи
- Волчья стая (1998)
- Четвертый тост (2000)
- Бульдожья схватка (2001)
За кожата на един олигарх, изд. „НСМ Медиа“ (2010), прев. Георги Рачев
- Нечаянный король (2001)
- Д'Артаньян, Гвардеец Кардинала (2002)
- Самый далекий берег (2003)
- Нелетная погода (2005)
- Второе восстание Спартака (2006) – с Андрей Константинов
- Равнение на знамя (2008)

Серия „Бясната / Даша Шевчук“ (Бешеная / Дарья Шевчук)
1. Бешеная (1995) – издадена и като „Девочка со спичками“
Бясната, изд. „НСМ Медиа“ (2008), прев. Георги Рачев
2. Танец Бешеной (1995)
Танцът на Бясната, изд. „НСМ Медиа“ (2008), прев. Георги Рачев
3. Стервятник (1996)
4. Капкан для Бешеной (1997)
Капан за Бясната, изд. „НСМ Медиа“ (2009), прев. Георги Рачев
5. Крючок для Пираньи (1998)

### Серия „Сварог“
1. Рыцарь из ниоткуда (1996)
2. Летающие острова (1996)
3. Нечаянный король (2001)
4. Железные паруса (2004)
5. По ту сторону льда (2004)
6. Чёртова Мельница (2011)
7. Слепые солдаты (2013)
8. Из ниоткуда в никуда (2013)
9. Король и его королева (2014)
10. Вертикальная вода (2015)
11. Алый, как снег (2017)
12. Над самой клеткой льва (2017)
13. Радиант (2018)
14. Чудовища в янтаре: Дыхание мороза (2019)

В света на Сварог

#### Серия „Димерия“
1. Чужие берега (2002)
2. Чужие паруса (2002)
3. Чужие зеркала (2002)

#### Серия „Корона“
1. Пленник Короны (2004)
2. Враг Короны (2005)
3. Спаситель Короны (2005)

### Серия „Пираня“ (Пиранья / Кирилл Мазур)
1. Первый бросок (1999)
Морският дявол: първият щурм, изд.: ИК „Персей“, София (2010), прев. Ива Николова
2. Звезда на волнах (2002)
Звезда над вълните, изд.: ИК „Персей“, София (2010), прев. Ива Николова
3. Жизнь длиннее смерти (2003)
Животът е по-дълъг от смъртта, изд.: ИК „Персей“, София (2011), прев. Ива Николова
4. Бродячее сокровище (2003)
Бродещото съкровище, изд.: ИК „Персей“, София (2012), прев. Ива Николова
5. Флибустьерские волны (2004)
Пиратски вълни, изд.: ИК „Персей“, София (2013), прев. Ива Николова
6. Озорные призраки (2005)
Наглите призраци, изд.: ИК „Персей“, София (2014), прев. Ива Николова
7. Чёрное солнце (2012)
Черното слънце, изд.: ИК „Персей“, София (2015), прев. Ива Николова
8. Ближе, бандерлоги! (2016)
9. Охота на Пиранью (1996)
Лов на пираня, изд.: ИК „Персей“, София (2007), прев. Ива Николова
10. След Пираньи (1996)
Следата на пиранята, изд.: ИК „Персей“, София (2007), прев. Ива Николова
11. Крючок для Пираньи (1998)
Стръв за пираня, изд.: ИК „Персей“, София (2007), прев. Ива Николова
12. Возвращение Пираньи (1998)
Завръщането на пиранята, изд.: ИК „Персей“, София (2008), прев. Ива Николова
13. Пиранья против воров (2001)
Капан за пираня, изд.: ИК „Персей“, София (2008), прев. Ива Николова
14. Пиранья против воров-2 (2002)
Пираня сред вълци, изд.: ИК „Персей“, София (2009), прев. Ива Николова
15. Охота на олигарха (2006)
Лов на олигарх, изд.: ИК „Персей“, София (2009), прев. Ива Николова
16. Алмазный спецназ (2006)
17. Чистый углерод. Алмазный спецназ – 2 (2018)
18. Война олигархов (2007)
Войната на олигарсите, изд.: ИК „Персей“, София (2014), прев. Ива Николова
19. Кодекс одиночки (2007)
Кодекс на боеца, изд.: ИК „Персей“, София (2014), прев. Ива Николова
20. Кодекс наёмника (2007)
Кодекс на ноемника, изд.: ИК „Персей“, София (2014), прев. Ива Николова
21. Как три мушкетёра (2018)

### Сария „Алексей Бестужев“ (Приключения Алексея Бестужева)
1. Дикое золото (2000)
2. Авантюрист] (2001)
3. Сыщик (2009)
4. Комбатант (2009)
5. Аргонавт (2009)
6. Ковбой (2010)

### Подсерия „Бялата гвардия“
1. Белая гвардия (2012)
Бялата гвардия, изд.: ИК „Персей“, София (2016), прев. Ива Николова
2. Принцесса на алмазах (2014)
Диамантената принцеса, изд.: ИК „Персей“, София (2016), прев. Ива Николова
3. Голая королева (2014)
Голата кралица, изд.: ИК „Персей“, София (2016), прев. Ива Николова

### Серия „Сибирска трилогия“ (На то и волки / Даниил Черский)
1. На то и волки... (1995)
Вълка, изд. „НСМ Медиа“ (2007), прев. Георги Рачев
2. Волк насторожился (1995)
Войната на Вълка, изд. „НСМ Медиа“ (2007), прев. Георги Рачев
3. На то и волки – 2 (1999) – издаден и като „Волк прыгнул“
Триумфът на Вълка, изд. „НСМ Медиа“ (2008), прев. Георги Рачев

### Серия „Платина / Алексей Карташ“
1. Тайга и зона (2003)
Бандитското сборище, изд.: ИК „Персей“, София (2011), прев. Ива Николова
2. Ашхабадский вор (2004)
Ашхабадският крадец, изд.: ИК „Персей“, София (2011), прев. Ива Николова
3. Сходняк (2004)
Законът на тайгата, изд.: ИК „Персей“, София (2011), прев. Ива Николова
4. Под созвездием северных „Крестов“ (2005)
Правосъдие в „Кръстовете“, изд.: ИК „Персей“, София (2012), прев. Ива Николова

### Серия „Дивачка“ (Дикарка)
1. Неизвестный маршрут (2004)
2. Чёртово городище (2005)

### Серия „Магьосница“ (Колдунья)
1. Колдунья поневоле (2007)
2. Колдунья-беглянка (2008)

Серия „Антиквар“
1. Антиквар (2008)
Антикварят, изд.: „Софтпрес“, София (2010), прев. Христина Йотова
2. Последняя пасха императора (2008)
Последният Великден на императора, изд.: „Софтпрес“, София (2010), прев. Христина Йотова
3. Сокровище антиквара (2009)
Съкровището на антикваря, изд.: „Софтпрес“, София (2011), прев. Христина Йотова
4. Колье императрицы (2016) – с Владимир Величко

### Серия „Мамонты“
1. Золотой демон (2010)
2. Заворожённые (2010)
3. А. С. Секретная миссия (2006) – издадена и като „Поэт и русалка“
4. Стражи (2011)
5. Чернокнижники (2011)

### Серия „Резерват“ (Заповедник) – с Владимир Величко
1. Соперники Смерти (2013)
2. Наследники динозавров (2014)

### Сборници
- Стоять в огне (1986)
- Лабиринт (1989)
- Страна, о которой знали все (1989)
- Дождь над океаном (1990)
- Анастасия (1996)
- Волчье солнышко (1996)
- Анастасия (2001)
- Волчье солнышко (2001)
- Лунные маршалы (2001)
- Анастасия (2004)
- Волчье солнышко (2004)
- Нелётная погода (2004)
- НКВД. Война с неведомым (2004)
- Волчье солнышко (2005)
- Дети тумана (2005)
- Кошка в светлой комнате (2005)
- Лабиринт (2005)
- Лунные маршалы (2005)
- Анастасия. Повести и рассказы (2009)
- Континент (2009)
- Самый далёкий берег. Нелётная погода (2010)
- Тринкомали (2010)
- Другая улица (2014)
- Рельсы под луной (2014)
- Дверь в чужую осень (2015)
- Лесная легенда (2015)
- Записки человека долга (2018)

### Серия „Сибирски детектив“ (Сибирский детектив) – с Владимир Величко
1. Зубы судьбы (2015)
2. Колье императрицы (2016)
3. Легенды Саянских гор (2016)

### Документалистика

#### Серия „Русия, която не е била“ (Россия, которой не было)
- Россия, которой не было (1997)
- Русская Атлантида (2001) – с Андрей Буровски
- Миражи и призраки (2004)
- Блеск и кровь гвардейского столетия (2004)
- Хроника Мутного Времени. Дом с привидениями (2005)
Олигарсите: Хроника на мътното време, изд. „НСМ Медиа“ (2006), прев. Любомир Чолаков
- Россия, которой не было. Славянская книга проклятий (2005)
- Мираж великой империи (2007)

#### Серия „Сталин“
- Красный монарх. Хроники великого и ужасного времени (2004)
- Корабль без капитана (2005)
- Ледяной трон (2005)
- Схватка у штурвала (2005)

#### Други
- Екатерина II. Алмазная Золушка (2005)
- Распутин. Выстрелы из прошлого (2006)
- Русская Америка. Слава и позор (2006)
- Владимир Путин. Полковник, ставший капитаном (2007)
- Иван Грозный. Кровавый поэт (2007)
- Планета призраков (2007)
- Призрак Золотой Орды (2007)
- Тайны Смутного времени (2007)
- Чингисхан. Неизвестная Азия (2007)
- Неизвестная война. Тайная история США (2008)
- XX век. Загадки, версии, гипотезы (2010)
- Корабль дураков, или Краткая история самостийности (2010)

### Екранизации
- 2006 Лов на пирани, Охота на пиранью – реж. Андрей Кавун
- 2007 – 2008 Бешеная – ТВ сериал, реж. Дмитрий Федоров
- 2007 – 2008 Платина – ТВ сериал,
- 2009 Стая – реж. Станислав Мареев
- 2014 След Пирани – ТВ сериал